# Joseph Mora
Joseph Martín Mora Cortés (Carrizal, Alajuela, Costa Rica, 15 de enero de 1993) es un futbolista costarricense que juega de lateral izquierdo en el Deportivo Saprissa de la Primera División de Costa Rica.
Su inicio en el deporte tuvo lugar en noviembre de 2010 con Belén, equipo que lo contrató después del ascenso. Tras un año en el cuadro belemita, el Uruguay de Coronado concretó su fichaje a mediados de 2012. Posteriormente regresó a Belén, donde permaneció por dos temporadas y media, hasta su incorporación al Deportivo Saprissa en febrero de 2015. Como saprissista se hizo con los títulos de Invierno 2015 y 2016.

## Trayectoria

### Belén F.C.

#### Temporada 2011-2012
Joseph Mora es cantera de Liga Deportiva Alajuelense, donde permaneció hasta en la categoría Sub-18. Sin embargo, no llegó a debutar con el primer equipo y poco después salió del mismo. Por ello fue transferido al recién ascendido Belén a partir del Campeonato de Invierno 2011. Su primera presencia en Primera División fue el 6 de noviembre, en el encuentro de su club frente a San Carlos, en condición de visitante. Mora, bajo las órdenes del entrenador Vinicio Alvarado, fue titular los 90 minutos en la derrota de 4-0. Posteriormente los belemitas quedaron en el antepenúltimo lugar con 19 puntos.
En el Campeonato de Verano 2012 fue encontrando más regularidad por su habitual lateral por la izquierda, debutando en la cuarta fecha ante el Cartaginés, el 29 de enero. En ese mismo partido marcó un gol como profesional, pero no fue suficiente, ya que su conjunto perdió con cifras de 3-2. En toda la competencia acumuló un total 15 compromisos realizados y, por otra parte, su equipo alcanzó la octava posición de la tabla.

### C.S. Uruguay de Coronado

#### Temporada 2012-2013
Una vez terminada la temporada, el futbolista firmó con el Uruguay de Coronado, club que regresaba a la máxima categoría del balompié costarricense. Debutó hasta en la jornada 10 contra el Cartaginés en el Estadio El Labrador. El director técnico Randall Chacón le dio la oportunidad a Joseph para mostrarse en su demarcación durante los 90 minutos. No obstante, el resultado acabó en derrota de 1-2. Poco después de la segunda ronda de la competencia, la dirigencia aurinegra reemplazó al estratega y nombró a Carlos Watson como el nuevo entrenador. Mora contabilizó 10 apariciones para un total de 529 minutos.
Con los fichajes de experiencia realizados por su club, las ocasiones de formar parte en los juegos del Campeonato de Verano 2013 para Joseph se vieron reducidas, debido a que solo tuvo 3 cotejos efectuados. Por otra parte, su registro de tiempo bajó considerablemente, obteniendo las cifras de 66 minutos.

### Belén F.C.

#### Temporada 2013-2014
El lateral regresó a Belén para disputar el Campeonato de Invierno 2013. Ganó un total de 21 presencias (la más alta de su carrera), y consolidó un puesto en la alineación del entrenador Vinicio Alvarado.
La posición de su equipo en la competencia anterior lo dejó en zona de descenso, por lo que debió realizar cambios en el funcionamiento del mismo al nombrar a Briance Camacho como el entrenador. Joseph enfrentó 14 partidos, en 3 quedó en el banquillo y en 5 no fue convocado, para un acumulado de 828 minutos. Los belemitas eludieron exitosamente la última casilla de la tabla general acumulada.

#### Temporada 2014-2015
Su último torneo en el conjunto herediano fue el Campeonato de Invierno 2014, en el cual alcanzó 7 presencias.

### Deportivo Saprissa
El 6 de febrero de 2015, se hizo oficial la contratación de Mora con el Deportivo Saprissa. Su debut como morado fue el 1 de marzo, en la fecha 10 del Campeonato de Verano contra la Universidad de Costa Rica en el Estadio "Coyella" Fonseca. El lateral por la izquierda fue titular del entrenador Jeaustin Campos, fue reemplazado al minuto 70' por Ariel Rodríguez y el resultado concluyó en derrota de 2-1. Al finalizar la etapa regular de la competición, los saprissistas alcanzaron el primer lugar y, por consiguiente, avanzaron a la fase eliminatoria. Las semifinales se llevaron a cabo ante Alajuelense; la ida acabó en pérdida de 2-0 y la vuelta en victoria de 1-0, siendo insuficiente para las aspiraciones al título. Por otra parte, Mora obtuvo 4 apariciones.

#### Temporada 2015-2016
El 2 de agosto comenzó el Campeonato de Invierno 2015, donde el jugador no fue convocado en el Estadio Rosabal Cordero, en la victoria de 0-2 ante Belén, con goles de sus compañeros Deyver Vega y Ariel Rodríguez. Mora, quedó en la reserva en la primera fecha de la Concacaf Liga de Campeones del 20 de agosto, frente al W Connection de Trinidad y Tobago; partido que finalizó con victoria 4-0. Cinco días después, se dio el segundo juego de la competición internacional contra el Santos Laguna de México. La anotación de Marvin Angulo por medio de un tiro libre, y el gol en propia meta de Néstor Araujo, hicieron que el resultado definitivo terminara con triunfo de 2-1. No obstante, el 16 de septiembre, los tibaseños perdieron contra el equipo trinitario con marcador de 2-1, lo que repercutió, al día siguiente, en la rescisión de los contratos de Jeaustin Campos y José Giacone del banquillo. Dos días después, se confirmó a Douglas Sequeira como director técnico interino. El Saprissa no logró avanzar a la siguiente ronda del torneo de la Concacaf debido a una derrota de 6-1 frente al Santos Laguna. El 26 de octubre se hizo oficial la incorporación del entrenador Carlos Watson. El 9 de diciembre, su club aseguró la clasificación a la siguiente ronda del torneo tras derrotar 5-0 a Liberia, llegando de tercer lugar en la tabla de posiciones. El partido de ida de las semifinales se dio en el Estadio Ricardo Saprissa contra el Herediano, efectuado el 13 de diciembre. Mora no tuvo participación en la victoria de su equipo 3-0. A pesar de la derrota 2-0 en el juego de vuelta, su club avanzó con marcador agregado de 2-3. El encuentro de ida de la final se desarrolló el 20 de diciembre y jugando de local contra Liga Deportiva Alajuelense; el resultado terminó 2-0 a favor de Saprissa y su compañero Francisco Calvo marcó ambos goles a los minutos 57' y 67'. El último partido se realizó tres días después en el Estadio Morera Soto. El lateral fue suplente y los tantos de Andrés Imperiale y Daniel Colindres dieron el triunfo de 1-2. De esta manera, su equipo selló el campeonato y ganó de forma exitosa la estrella «32» en su historia. En total el futbolista contabilizó 4 apariciones.
La jornada 1 del Campeonato de Verano 2016 se efectuó el 17 de enero contra el conjunto de Belén, en el Estadio Ricardo Saprissa, con la responsabilidad de defender el título de campeón. Aunque su equipo empezó perdiendo desde el primer minuto del juego, logró remontar y ganar con marcador de 2-1, con goles de Daniel Colindres y uno de David Ramírez. Al término de la etapa regular de la competencia, su club alcanzó la segunda posición de la tabla, por lo que clasificó a la ronda eliminatoria. El 30 de abril se efectuó la semifinal de ida en el Estadio Morera Soto ante Alajuelense; el marcador terminó en pérdida de 2-0. El 4 de mayo, su equipo llegó a la vuelta con la responsabilidad de revertir lo ocurrido. No obstante, el resultado finalizó de nuevo en derrota, siendo esta vez con cifras de 1-3, sumado a esto que el global fue de 1-5. Con lo obtenido en la serie, su club perdió la posibilidad de revalidar el título tras quedar eliminados. El lateral izquierdo obtuvo 10 presentaciones.

#### Temporada 2016-2017

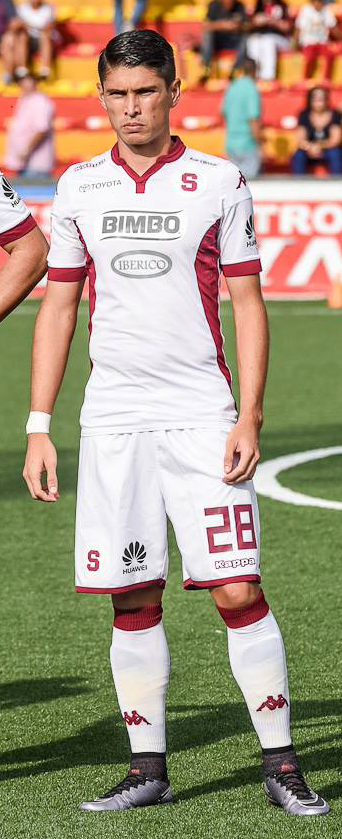
Mora jugando para el Deportivo Saprissa en agosto de 2016.

En la primera fecha del Campeonato de Invierno 2016, su equipo hizo frente al recién ascendido San Carlos, el 16 de julio en el Estadio Nacional. Joseph Mora quedó en el banquillo, y el empate de 3-3 prevaleció hasta el final del juego. El 31 de julio debutó en la victoria de 0-3 sobre Limón. El 18 de agosto se inauguró la Concacaf Liga de Campeones donde su equipo, en condición de local, tuvo como adversario al Dragón de El Salvador. El lateral izquierdo participó 13 minutos y el resultado culminó con marcador abultado de 6-0 a favor de los morados. El 25 de agosto se desarrolló la segunda fecha de la competencia continental, de nuevo contra los salvadoreños, pero de visitante en el Estadio Cuscatlán. Tras los desaciertos de sus compañeros en acciones claras de gol, el resultado de 0-0 se vio reflejado al término del tiempo regular. La tercera jornada del torneo del área se llevó a cabo el 14 de septiembre, en el Estadio Ricardo Saprissa contra el Portland Timbers de Estados Unidos. A pesar de que su club inició perdiendo desde el minuto 4', logró sobreponerse a la situación tras desplegar un sistema ofensivo. Los goles de sus compañeros Fabrizio Ronchetti y el doblete de Marvin Angulo, sumado a la anotación en propia del futbolista rival Jermaine Taylor, fueron suficientes para el triunfo de 4-2. El 19 de octubre se tramitó el último encuentro de la fase de grupos, por segunda vez ante los estadounidenses, en el Providence Park de Portland, Oregon. El jugador participó 4 minutos, y el desenlace del compromiso finiquitó igualado a un tanto, dándole la clasificación de los morados a la etapa eliminatoria de la competencia. En el vigésimo segundo partido de la primera fase de la liga nacional, su conjunto enfrentó a Liberia en el Estadio Ricardo Saprissa. El marcador de 3-1 aseguró el liderato para su grupo con 49 puntos, y además un cupo para la cuadrangular final. El 15 de diciembre su equipo venció 2-0 al Herediano, para obtener el primer lugar de la última etapa del certamen y así proclamarse campeón automáticamente. Con esto, los morados alcanzaron la estrella número «33» en su historia y Mora logró el segundo título de liga en su carrera. Estadísticamente, contabilizó 15 apariciones para un total de 725 minutos disputados.
Para el inicio del Campeonato de Verano 2017 que se llevó a cabo el 8 de enero, el equipo saprissista tuvo la visita al Estadio Carlos Ugalde, donde enfrentó a San Carlos. Por su parte, Joseph Mora apareció como titular, mientras que el marcador fue con derrota de 1-0. La reanudación de la Liga de Campeones de la Concacaf, en la etapa de ida de los cuartos de final, tuvo lugar el 21 de febrero, fecha en la que su club recibió al Pachuca de México en el Estadio Ricardo Saprissa. El lateral fungió en la alineación estelar, fue amonestado al minuto 39', salió de cambio por Dave Myrie y el trámite del encuentro se consumió en empate sin anotaciones. El 28 de febrero fue el partido de vuelta del torneo continental, en el Estadio Hidalgo. Las cifras finales fueron de 4-0 a favor de los Tuzos. El 12 de abril, en el áspero partido contra Pérez Zeledón en el Estadio Ricardo Saprissa, su club estuvo por debajo en el marcador por el gol del adversario en tan solo cuatro minutos después de haber iniciado el segundo tiempo. El bloque defensivo de los generaleños le cerró los espacios a los morados para desplegar el sistema ofensivo del entrenador Carlos Watson, pero al minuto 85', su compañero Daniel Colindres brindó un pase filtrado al uruguayo Fabrizio Ronchetti para que este definiera con un remate de pierna izquierda. Poco antes de finalizada la etapa complementaria, el defensor Dave Myrie hizo el gol de la victoria 2-1. Con este resultado, los saprissistas aseguraron el liderato del torneo a falta de un compromiso de la fase de clasificación. A causa de la derrota 1-2 de local ante el Santos de Guápiles, su equipo alcanzó el tercer puesto de la cuadrangular y por lo tanto quedó instaurado en la última instancia al no haber obtenido nuevamente el primer sitio. El 17 de mayo se desarrolló el juego de ida de la final contra el Herediano, en el Estadio Rosabal Cordero. El lateral no vio acción por lesión en la pérdida de 3-0. En el partido de vuelta del 21 de mayo en el Estadio Ricardo Saprissa, los acontecimientos que liquidaron el torneo fueron de fracaso con números de 0-2 a favor de los oponentes, y un agregado de 0-5 en la serie global.

#### Temporada 2017-2018
Su debut en el Torneo de Apertura 2017 se produjo el 30 de julio en el Estadio "Fello" Meza de Cartago, escenario en el que su conjunto fungió como local contra Carmelita. Mora apareció en el once inicial, completó la totalidad de los minutos y recibió tarjeta amarilla en la victoria con cifras de 4-2. Joseph logró su primer gol como saprissista el 19 de noviembre sobre Liberia, para el triunfo por goleada 1-5. Los morados avanzaron a la cuadrangular en el segundo sitio con 43 puntos, y al cierre de la misma, el conjunto tibaseño quedó sin posibilidades de optar por el título. El defensa contabilizó diecinueve presencias, marcó un tanto y dio una asistencia.
Con miras al Torneo de Clausura 2018, su equipo cambió de entrenador debido al retiro de Carlos Watson, siendo Vladimir Quesada —quien fuera el asistente la campaña anterior— el nuevo estratega. Joseph quedó fuera de convocatoria por lesión en el primer juego del 7 de enero ante Liberia, en el Estadio Edgardo Baltodano. Los morados ganaron en esa oportunidad por 0-3. Hizo su debut el 28 de enero, como titular en la totalidad de los minutos contra Alajuelense (victoria 3-1).

### D.C. United

#### Temporada 2018
El 5 de marzo de 2018, se hace oficial la compra del jugador al D.C. United de Estados Unidos.

## Selección nacional

### Categorías inferiores

#### Mundial Sub-17 de 2009
Joseph Mora fue incluido en la lista oficial de jugadores que disputaron el Mundial Sub-17 de 2009 en Nigeria. La selección costarricense fue ubicada en el grupo D, junto con Nueva Zelanda, Turquía y Burkina Faso. El lateral izquierdo recibió la confianza del entrenador Juan Diego Quesada para salir como titular ante los neozelandeses, encuentro que se disputó el 25 de octubre en el Estadio Nnamdi Azikiwe; el marcador terminó empatado a una anotación. Cuatro días después, el combinado Tricolor enfrentó el segundo juego frente a los turcos, pero terminó en derrota con cifras de goleada 4-1. Por último, contra el conjunto de Burkina Faso se repetiría el marcador del partido anterior y nuevamente con una pérdida. Con estos resultados, los Ticos no pudieron avanzar a la siguiente ronda del campeonato.
| Mundial                     | Sede    | Resultado      |
| --------------------------- | ------- | -------------- |
| Copa Mundial Sub-17 de 2009 | Nigeria | Fase de grupos |

#### Eliminatoria al Campeonato Sub-20 de Concacaf 2011
El 23 de noviembre de 2010, el jugador participó en la Eliminatoria al Campeonato Sub-20 de la Concacaf del año siguiente. El primer encuentro se desarrolló ante Nicaragua, el cual finalizó 4-0 a favor de los costarricenses. Posteriormente enfrentaron a Panamá, pero el marcador acabó con derrota 1-0. La selección de Costa Rica obtuvo el segundo lugar de la tabla y disputó el repechaje contra El Salvador. Los juegos de ida y vuelta terminaron 1-0 y 1-1, con triunfo de los salvadoreños, pero por asuntos reglamentarios de la FIFA quedaron descalificados al alinear a un jugador que no estaba inscrito en esa nacionalidad. Por lo tanto, la escuadra costarricense ganó la serie con cifras de 3-0 en ambos cotejos, y por consiguiente clasificaron al torneo regional.

#### Campeonato Sub-20 de la Concacaf 2011
El defensa fue tomado en consideración para actuar en el Campeonato Sub-20 de la Concacaf de 2011, bajo la dirección técnica de Ronald González. El equipo costarricense quedó sembrado en el grupo C, con Guadalupe y Canadá. El 30 de marzo se disputó el primer encuentro frente a los guadalupeños en el Estadio Cementos Progreso, de Ciudad de Guatemala; Mora participó los 90 minutos, utilizó la dorsal «15» y el marcador fue de 0-3, con triunfo. El marcador se repitió ante los canadienses en el
mismo escenario deportivo; sus compañeros Juan Bustos, Joel Campbell y Mynor Escoe anotaron. Con estos resultados, los Ticos ganaron el grupo con 6 puntos y de líderes. Los cuartos de final se disputaron el 5 de abril frente a la Selección de Cuba en el Estadio Mateo Flores; Joseph fue titular y su país triunfó con marcador de goleada 6-1. Tres días después se dieron las semifinales, enfrentando al anfitrión Guatemala; esta instancia terminó con una nueva victoria 2-1. Por último, la final se llevó cabo el 10 de abril contra México, pero los costarricenses sufrieron una pérdida de 3-1. El gol para su país fue realizado por él mismo al minuto 17'. Con este resultado, la Sele obtuvo el subcampeonato del torneo y los pases hacia el Mundial de Colombia y los Juegos Panamericanos.
| Campeonato                | Sede      | Resultado  |
| ------------------------- | --------- | ---------- |
| Campeonato Sub-20 de 2011 | Guatemala | Subcampeón |

#### Mundial Sub-20 de 2011
El representativo de Costa Rica fue ubicado en el grupo C del Mundial de 2011, compartido con España, Australia y Ecuador. El 31 de julio fue el primer encuentro para el conjunto Tico frente a los españoles. El marcador terminó en goleada de 1-4. El 3 de agosto se disputó el cotejo contra los australianos, Mora jugó 90 minutos y el resultado acabó 2-3 a favor de la Sele. El último partido de la fase de grupos se dio ante los ecuatorianos; el defensa fue titular en la pérdida de 3-0. Con este rendimiento obtenido, la escuadra de Costa Rica avanzó a la siguiente etapa dentro de los mejores terceros. En el Estadio Nemesio Camacho El Campín de Bogotá, se desarrolló el 9 de agosto el juego por los octavos de final contra el anfitrión Colombia. El marcador finalizó 3-2 a favor de los cafeteros. Con esto, Costa Rica quedó eliminado del mundial.
| Mundial                     | Sede     | Resultado        |
| --------------------------- | -------- | ---------------- |
| Copa Mundial Sub-20 de 2011 | Colombia | Octavos de final |

#### Juegos Panamericanos 2011
En octubre de 2011, Mora participó de nuevo con la selección, pero siendo esta ocasión la categoría Sub-22 en los Juegos Panamericanos celebrados en Guadalajara. Fue titular en toda la competencia. Su país logró avanzar a las semifinales del torneo, pero cayó 3-0 contra México y 1-2 en el partido por el tercer lugar contra Uruguay.
| Juegos                    | Sede        | Resultado    |
| ------------------------- | ----------- | ------------ |
| Juegos Panamericanos 2011 | Guadalajara | Cuarto lugar |

#### Campeonato Sub-20 de la Concacaf 2013
El 18 de febrero de 2013 comenzó la clasificación para el Mundial de Turquía que se disputaría a mediados del año, y Costa Rica fue ubicado en el grupo A, compartido con Estados Unidos y Haití. El primer partido ante los haitianos dio lugar el 20 de febrero; Joseph tuvo actuación en ese encuentro por 9 minutos en la victoria de 1-0, tras ingresar de cambio por David Ramírez. Dos días después, los Ticos enfrentaron a los estadounidenses en el Estadio Universitario de la BUAP, en Puebla. El resultado final fue 1-0, con derrota. En esta oportunidad, Mora salió como variante por Ramírez al minuto 46'. El equipo nacional avanzó a los cuartos de final del campeonato, y se enfrentó a Cuba el 26 de febrero en el mismo escenario deportivo. El marcador definitivo fue de pérdida de 2-1, dejando a la Sele sin la oportunidad mundialista.
| Campeonato                | Sede   | Resultado        |
| ------------------------- | ------ | ---------------- |
| Campeonato Sub-20 de 2013 | México | Cuartos de final |

#### Juegos Centroamericanos San José 2013
En marzo de 2013, se llevaron a cabo los Juegos Centroamericanos, y el delantero fue tomado en consideración por el entrenador Jafet Soto para representar de nuevo a la Selección sub-20 en fútbol masculino. La escuadra costarricense fue ubicada en el grupo A, junto con El Salvador, Belice y Nicaragua. El primer encuentro disputado fue ante los beliceños el 7 de marzo, con victoria 3-0. Dos días más tarde, la Tricolor enfrentó a Nicaragua, donde también se obtuvo la victoria 2-0, los dos goles fueron anotados por su compañero David Ramírez a los minutos 13' y 20'. Por último, se efectuó el partido de conclusión de la fase de grupos frente a los salvadoreños, en el cual la Sele volvió a triunfar 3-0. De esta manera, Costa Rica avanzó de manera invicta a las semifinales del torneo. El 13 de marzo, se disputó el juego para clasificar a la final contra Guatemala, con la participación de Joseph por 90 minutos; los costarricenses salieron victoriosos 2-1. Por último, el 15 de marzo fue la culminación de la competencia contra los hondureños en el Estadio Nacional. El jugador fue titular, y su selección salió derrotada 0-1, obteniendo así la medalla de plata.
| Juegos                       | Sede       | Resultado  |
| ---------------------------- | ---------- | ---------- |
| Juegos Centroamericanos 2013 | Costa Rica | Subcampeón |

#### Juegos Centroamericanos y del Caribe 2014
El lateral fue convocado por Paulo Wanchope, entrenador de la Selección Sub-21, para afrontar los Juegos Centroamericanos y del Caribe de 2014, organizados en Veracruz de territorio mexicano. El primer encuentro se desarrolló el 19 de noviembre contra el combinado de Cuba, en el Estadio Luis "Pirata" Fuente. Mora fue titular y su país tuvo una derrota inesperada de 1-2. Dos días después fue el segundo cotejo frente a Venezuela; su selección nuevamente registró una pérdida, siendo de 0-1. Con estos resultados, los costarricenses quedaron eliminados por la escasez de puntaje. El 23 de noviembre se realizó el último juego del grupo B, teniendo como adversario a Haití. El marcador empatado a dos tantos confirmó el bajo rendimiento de la escuadra Tricolor.
| Torneo                                    | Sede   | Resultado      |
| ----------------------------------------- | ------ | -------------- |
| Juegos Centroamericanos y del Caribe 2014 | México | Fase de grupos |

#### Torneo Esperanzas de Toulon 2015
Joseph Mora participó con la Selección Sub-23 en el Torneo Esperanzas de Toulon 2015. Su primer juego fue ante Países Bajos el 27 de mayo en el Stade Léo Lagrange. A pesar de que su compañero David Ramírez anotara dos goles, su equipo perdió 3-2. Al final de ese mes, la Sele enfrentó a Estados Unidos, y el jugador fue titular en la victoria 2-1. El 2 de junio, se realizó el cotejo ante Francia en el Stade de Lattre-de-Tassigny, partido que terminó con derrota 2-1. Dos días después, la Tricolor disputó su último juego contra Catar y el defensa actuó los 90 minutos. El marcador terminó con empate 1-1, por lo que Costa Rica no logró avanzar a la siguiente ronda.
| Torneo                           | Sede    | Resultado      |
| -------------------------------- | ------- | -------------- |
| Torneo Esperanzas de Toulon 2015 | Francia | Fase de grupos |

#### Preolímpico de Concacaf 2015
El director técnico Luis Fernando Fallas tomó en cuenta a Mora para buscar la clasificación hacia Río 2016. La selección costarricense quedó ubicada en el grupo B del Preolímpico, junto con México, Honduras y Haití. El primer partido se llevó a cabo el 2 de octubre de 2015 contra los mexicanos en el StubHub Center, de Carson en California. El lateral inició como titular pero fue reemplazado por Berny Burke al minuto 68', y el resultado terminó en pérdida con cifras de goleada 4-0. Para el segundo encuentro, su país estaba obligado a lograr un marcador que le diera oportunidades de avanzar, pero no fue así ya que volvieron a perder 0-2 en el mismo escenario deportivo frente a los hondureños. Joseph participó 32 minutos. Con estos resultados, su selección quedó sin posibilidades de ir a esa competición. El último cotejo se desarrolló el 7 de octubre, en el Dick's Sporting Goods Park de Commerce City, Colorado. El defensor salió nuevamente de titular en el empate a un gol.
| Competición                  | Sede           | Resultado      |
| ---------------------------- | -------------- | -------------- |
| Preolímpico de Concacaf 2015 | Estados Unidos | Fase de grupos |

### Selección absoluta
El 8 de noviembre de 2018, Mora entró por primera vez en la lista del entrenador interino Ronald González para efectuar los últimos partidos amistosos del año con la selección absoluta. Realizó su debut como internacional el 16 de noviembre, en el compromiso de visita en el Estadio El Teniente contra Chile. El defensor ingresó de relevo al minuto 83' por Ronald Matarrita y el marcador terminó en victoria por 2-3. Cuatro días después, de la misma manera entró de cambio en el triunfo con el mismo marcador sobre Perú.
El 18 de enero de 2019, es convocado a la selección en la primera nómina del director técnico Gustavo Matosas. El 2 de febrero se llevó a cabo el partido en fecha no FIFA contra Estados Unidos en el Avaya Stadium, en el que Mora ingresó de cambio al minuto 76' y su combinado perdió con marcador de 2-0.
El 23 de enero de 2020, Mora regresa a una nómina de selección esta vez dirigida por Ronald González, con el motivo de efectuar un fogueo en fecha no FIFA. El 1 de febrero se dio el juego frente a Estados Unidos en el Dignity Health Sports Park. Mora empezó en la suplencia y entró de cambio por Ronald Matarrita. Su país perdió por la mínima 1-0.
El 15 de marzo de 2024, se oficializó su convocatoria para el partido del Repechaje de la Copa América 2024 contra Honduras y el amistoso contra Argentina.
El 11 de junio de 2024, se oficializó su convocatoria de los 26 jugadores para la competición de la Copa América 2024. El 25 de junio debutó contra Brasil, ingresando al minuto 90+2 en el empate 0-0.

#### Participaciones internacionales
| Competición                             | Sede           | Resultado        | Partidos | Goles |
| --------------------------------------- | -------------- | ---------------- | -------- | ----- |
| Liga de Naciones de la Concacaf 2022-23 | Concacaf       | Fase de grupos   | 1        | 0     |
| Liga de Naciones de la Concacaf 2023-24 | Concacaf       | Cuartos de final | 1        | 0     |
| Copa América 2024                       | Estados Unidos | Fase de grupos   | 1        | 0     |

## Estadísticas

### Clubes
Actualizado al último partido jugado el 1 de junio de 2023.
| Club                            | Div.          | Temporada     | Liga  | Liga  | Liga   | Copas nacionales | Copas nacionales | Copas nacionales | Copas internacionales | Copas internacionales | Copas internacionales | Total | Total | Total  |
| Club                            | Div.          | Temporada     | Part. | Goles | Asist. | Part.            | Goles            | Asist.           | Part.                 | Goles                 | Asist.                | Part. | Goles | Asist. |
| ------------------------------- | ------------- | ------------- | ----- | ----- | ------ | ---------------- | ---------------- | ---------------- | --------------------- | --------------------- | --------------------- | ----- | ----- | ------ |
| Belén F. C. · Costa Rica        |               |               |       |       |        |                  |                  |                  |                       |                       |                       |       |       |        |
| 1.ª                             | 2011-12       | 15            | 1     | 0     | —      | —                | —                | —                | —                     | —                     | 15                    | 1     | 0     |        |
| 1.ª                             | 2012-13       | 11            | 0     | 1     | —      | —                | —                | —                | —                     | —                     | 11                    | 0     | 1     |        |
| 1.ª                             | 2013-14       | 35            | 0     | 1     | 2      | 0                | 0                | —                | —                     | —                     | 37                    | 0     | 1     |        |
| 1.ª                             | 2014-15       | 7             | 0     | 0     | 2      | 0                | 0                | —                | —                     | —                     | 9                     | 0     | 0     |        |
| Total club                      | Total club    | 68            | 1     | 2     | 4      | 0                | 0                | 0                | 0                     | 0                     | 72                    | 1     | 2     |        |
| Deportivo Saprissa · Costa Rica |               |               |       |       |        |                  |                  |                  |                       |                       |                       |       |       |        |
| 1.ª                             | 2014-15       | 4             | 0     | 0     | —      | —                | —                | 1                | 0                     | 0                     | 5                     | 0     | 0     |        |
| 1.ª                             | 2015-16       | 14            | 0     | 0     | —      | —                | —                | —                | —                     | —                     | 14                    | 0     | 0     |        |
| 1.ª                             | 2016-17       | 35            | 0     | 0     | —      | —                | —                | 3                | 0                     | 0                     | 38                    | 0     | 0     |        |
| 1.ª                             | 2017-18       | 24            | 1     | 2     | —      | —                | —                | 2                | 0                     | 0                     | 26                    | 1     | 2     |        |
| Total club                      | Total club    | 77            | 1     | 2     | 0      | 0                | 0                | 6                | 0                     | 0                     | 83                    | 1     | 2     |        |
| D.C. United Estados Unidos      |               |               |       |       |        |                  |                  |                  |                       |                       |                       |       |       |        |
| 1.ª                             | 2018          | 31            | 0     | 1     | 2      | 0                | 0                | —                | —                     | —                     | 33                    | 0     | 0     |        |
| 1.ª                             | 2019          | 21            | 0     | 1     | 2      | 0                | 0                | —                | —                     | —                     | 23                    | 0     | 1     |        |
| 1.ª                             | 2020          | 18            | 0     | 0     | 3      | 0                | 0                | —                | —                     | —                     | 21                    | 0     | 0     |        |
| 1.ª                             | 2021          | 26            | 0     | 0     | —      | —                | —                | —                | —                     | —                     | 26                    | 0     | 0     |        |
| Total club                      | Total club    | 96            | 0     | 2     | 7      | 0                | 0                | 0                | 0                     | 0                     | 103                   | 0     | 2     |        |
| Charlotte F. C. Estados Unidos  |               |               |       |       |        |                  |                  |                  |                       |                       |                       |       |       |        |
| 1.ª                             | 2022          | 23            | 0     | 0     | 2      | 0                | 0                | —                | —                     | —                     | 25                    | 0     | 0     |        |
| 1.ª                             | 2023          | 4             | 0     | 0     | 1      | 0                | 0                | —                | —                     | —                     | 5                     | 0     | 0     |        |
| Total club                      | Total club    | 27            | 0     | 0     | 3      | 0                | 0                | 0                | 0                     | 0                     | 30                    | 0     | 0     |        |
| Deportivo Saprissa · Costa Rica |               |               |       |       |        |                  |                  |                  |                       |                       |                       |       |       |        |
| 1.ª                             | 2023-24       | 0             | 0     | 0     | —      | —                | —                | 0                | 0                     | 0                     | 0                     | 0     | 0     |        |
| Total club                      | Total club    | 0             | 0     | 0     | 0      | 0                | 0                | 0                | 0                     | 0                     | 0                     | 0     | 0     |        |
| Total carrera                   | Total carrera | Total carrera | 269   | 2     | 6      | 14               | 0                | 0                | 6                     | 0                     | 0                     | 288   | 2     | 6      |
| 1. 2. Fuente:Transfermarkt      |               |               |       |       |        |                  |                  |                  |                       |                       |                       |       |       |        |

### Selección de Costa Rica
Actualizado al último partido jugado el 10 de junio de 2021.
| Absoluta · Costa Rica   |       |   |   |   |   |   |   |   |   |   |   |   |   |
| 2018                    | —     | — | — | — | — | — | 2 | 0 | 0 | 2 | 0 | 0 |   |
| 2019                    | —     | — | — | — | — | — | 1 | 0 | 0 | 1 | 0 | 0 |   |
| 2020                    | —     | — | — | — | — | — | 1 | 0 | 0 | 1 | 0 | 0 |   |
| 2021                    | —     | — | — | 1 | 0 | 0 | 1 | 0 | 0 | 2 | 0 | 0 |   |
| Total                   | Total | 0 | 0 | 0 | 1 | 0 | 0 | 5 | 0 | 0 | 6 | 0 | 0 |
| 1. Fuente:Transfermarkt |       |   |   |   |   |   |   |   |   |   |   |   |   |

## Palmarés

### Títulos nacionales
| Título                         | Club               | País       | Año  |
| ------------------------------ | ------------------ | ---------- | ---- |
| Primera División de Costa Rica | Deportivo Saprissa | Costa Rica | 2015 |
| Primera División de Costa Rica | Deportivo Saprissa | Costa Rica | 2016 |
| Primera División de Costa Rica | Deportivo Saprissa | Costa Rica | 2024 |